# Данилов, Виталий Владимирович
Вита́лий Влади́мирович Дани́лов (род. 12 июня 1980, Щёлково, Московская область) — российский кёрлингист на колясках. Мастер спорта России международного класса (2020), заслуженный мастер спорта России (2021).

## Достижения
- Чемпионат мира по кёрлингу на колясках: золото (2020[4]), бронза (2021).
- Чемпионат России по кёрлингу на колясках: золото (2017), серебро (2014, 2016, 2023), бронза (2013, 2015, 2020)[5].
- Международные соревнования ассистивных технологий «НЕЙРОТЛОН», дисциплина "EXO-экзоскелеты нижних конечностей": золото (2018)

Финишер забегов(на колясках) на Марафонские, полумарафонские дистанции 42.2 км,21,1км. "Битцевская прямая" серии забегов БЗК-"БЕГ по Золотому кольцу России","Моя столица" "Московский марафон", "Сила духа", "Тульский марафон" "Авиационный марафон" "Покрово-Стрешневский марафон"
Активный участник паркран движения,. Parkrun - еженедельные мероприятия, где необходимо пробежать или пройти дистанцию 5 км, проводящиеся в городских парках во многих странах мира.

## Команды
| Сезон   | Четвёртый/Скип      | Третий           | Второй             | Первый               | Запасной                                               | Турниры                               |
| ------- | ------------------- | ---------------- | ------------------ | -------------------- | ------------------------------------------------------ | ------------------------------------- |
| 2017—18 | Владислав Макаров   | Валерий Ульянов  | Виталий Данилов    | Татьяна Елховская    | Валерий Баранов                                        | ЧРК 2018 (4 место)                    |
| 2018—19 | Владислав Макаров   | Виталий Данилов  | Валерий Ульянов    | Римма Мамбеткаримова | Валерий Баранов тренеры: А. Д. Грецкая, А. Д. Степанов | ЧРК 2019 (6 место)                    |
| 2019—20 | Валерий Ульянов     | Виталий Данилов  | Владислав Макаров  | Римма Мамбеткаримова |                                                        | ЧРК 2020                              |
| 2019—20 | Константин Курохтин | Андрей Мещеряков | Виталий Данилов    | Дарья Щукина         | Анна Карпушина тренеры: Антон Батугин, Сергей Шамов    | ЧМК 2020                              |
| 2020—21 | Валерий Ульянов     | Виталий Данилов  | Евгений Игнатов    | Римма Мамбеткаримова | тренеры: К.Ф. Грецкий, Д.Н. Степанов                   | ЧРК 2021 (4 место)                    |
| 2020—21 | Константин Курохтин | Андрей Мещеряков | Виталий Данилов    | Дарья Щукина         | Ольга Беляк тренеры: Антон Батугин, Сергей Шамов       | ЧМК 2021                              |
| 2021—22 | Валерий Ульянов     | Виталий Данилов  | Евгений Игнатов    | Римма Мамбеткаримова | тренер: К.Ф. Грецкий                                   | ЧРК 2022 (4 место)                    |
| 2022—23 | Валерий Ульянов     | Виталий Данилов  | Александр Комраков | Римма Мамбеткаримова | тренер: К.Ф. Грецкий                                   | ЧРК 2023                              |
| 2023—24 | Валерий Ульянов     | Виталий Данилов  | Александр Комраков | Римма Мамбеткаримова | тренер: К.Ф. Грецкий                                   | КРК 2023 (7 место)                    |
| 2023—24 | Валерий Ульянов     | Виталий Данилов  | Владислав Макаров  | Римма Мамбеткаримова | тренер: К.Ф. Грецкий                                   | ЧРК 2024 (6 место)                    |
| 2024—25 | Валерий Ульянов     | Виталий Данилов  | Евгений Игнатов    | Римма Мамбеткаримова | тренер: К.Ф. Грецкий                                   | КРК 2024 (5 место) ЧРК 2025 (7 место) |

(скипы выделены полужирным шрифтом)

## Биография
Данилов стал жертвой аварии, но после сумел достигнуть успехов в спорте и научился прыгать с парашютом.
Является официальным лицом компании «ЭкзоАтлет», создающей оборудование для социальной и физической реабилитации людей после травм.
Данилов участвует в соревнованиях «Нейротлон» — в них спортсмены используют различные ассистивные технологии.